# Puntate di Spie al ristorante
In Italia le puntate del programma non sono state sempre trasmesse seguendo l'ordine cronologico originale.

## Elenco puntate

### Prima stagione (2012)
| N° | Titolo originale       | Titolo italiano | Prima TV USA     | Prima TV Italia |
| -- | ---------------------- | --------------- | ---------------- | --------------- |
| 1  | Raiding the Bar        |                 | 14 dicembre 2011 |                 |
| 2  | Catering on the Side   |                 | 20 maggio 2012   |                 |
| 3  | Bringing Down the Haus |                 | 25 maggio 2012   |                 |
| 4  | Big Earl's Gone Wild   |                 | 1º giugno 2012   |                 |
| 5  | F for Effort           |                 | 8 giugno 2012    |                 |
| 6  | Managing Disaster      |                 | 15 giugno 2012   |                 |
| 7  | Grumpy Tom             |                 | 22 giugno 2012   |                 |
| 8  | Undercover Brother     |                 | 6 luglio 2012    |                 |

### Seconda stagione (2012-13)
| N° | Titolo originale       | Titolo italiano | Prima TV USA     | Prima TV Italia |
| -- | ---------------------- | --------------- | ---------------- | --------------- |
| 1  | The Tipping Point      |                 | 19 ottobre 2012  |                 |
| 2  | Something Smells Fishy | 26 ottobre 2012 |                  |                 |
| 3  | Getting a Leg Up       |                 | 2 novembre 2012  |                 |
| 4  | Raising the Stakes     |                 | 9 novembre 2012  |                 |
| 5  | Extra Curricular       |                 | 16 novembre 2012 |                 |
| 6  | Valet Disservice       |                 | 23 novembre 2012 |                 |
| 7  | Sleeping on the Job    |                 | 7 dicembre 2012  |                 |
| 8  | Singles Night          |                 | 14 dicembre 2012 |                 |
| 9  | Sour Grapes            |                 | 21 dicembre 2012 |                 |
| 10 | Night Shift            |                 | 4 gennaio 2013   |                 |
| 11 | My Brother's Keeper    |                 | 11 gennaio 2013  |                 |
| 12 | Love Hurts             |                 | 18 gennaio 2013  |                 |
| 13 | Where's the Beef?      |                 | 25 gennaio 2013  |                 |

### Terza stagione (2013)
| N° | Titolo originale           | Titolo italiano                      | Prima TV USA   | Prima TV Italia |
| -- | -------------------------- | ------------------------------------ | -------------- | --------------- |
| 1  | Dining in the Dark         | Cena al buio                         | 19 aprile 2013 |                 |
| 2  | Cheese-Burglar             | Furti                                | 26 aprile 2013 |                 |
| 3  | Party Monster              | Il mostro                            | 3 maggio 2013  |                 |
| 4  | Catch of the Day           | LA PRESA DEL GIORNO\| 10 maggio 2013 |                |                 |
| 5  | All in the Family          | Tutto in famiglia                    | 17 maggio 2013 |                 |
| 6  | Friends with Benefits      | Amici con benefici                   | 24 maggio 2013 |                 |
| 7  | Barbecue Blues             | Salsa segreta                        | 31 maggio 2013 |                 |
| 8  | No Laughing Matter         | Non è una battuta                    | 7 giugno 2013  |                 |
| 9  | Too Many Cooks             | Cuori folli                          | 14 giugno 2013 |                 |
| 10 | Off the Menu               | Magie sul menu                       | 21 giugno 2013 |                 |
| 11 | Chop Shop                  | Il boss                              | 28 giugno 2013 |                 |
| 12 | An Officer and a Gentleman | Servizi armati                       | 3 luglio 2013  |                 |
| 13 | Cooking the Books          | I libri                              | 10 luglio 2013 |                 |

### Quarta stagione (2013)
| N° | Titolo originale               | Titolo italiano           | Prima TV USA      | Prima TV Italia |
| -- | ------------------------------ | ------------------------- | ----------------- | --------------- |
| 1  | Chef's Choice                  |                           | 17 luglio 2013    |                 |
| 2  | Naked Lunch                    |                           | 24 luglio 2013    |                 |
| 3  | Strange Brew                   |                           | 31 luglio 2013    |                 |
| 4  | Employee of the Month          |                           | 7 agosto 2013     |                 |
| 5  | While the Cat's Away...        |                           | 14 agosto 2013    |                 |
| 6  | Too Many Cooks                 |                           | 21 agosto 2013    |                 |
| 7  | Wine on Wheels                 |                           | 28 agosto 2013    |                 |
| 8  | Lactose Intolerant             |                           | 4 settembre 2013  |                 |
| 9  | Deliver Us from Evil           |                           | 11 settembre 2013 |                 |
| 10 | Throw Mama from the Restaurant | Mammina cara              | 18 settembre 2013 |                 |
| 11 | Security Issues                | Problemi con la sicurezza | 25 settembre 2013 |                 |
| 12 | What a Drag                    | Che fregatura!            | 2 ottobre 2013    |                 |
| 13 | Three's a Crowd                |                           | 9 ottobre 2013    |                 |

### Quinta stagione (2013)
| N° | Titolo originale      | Titolo italiano           | Prima TV USA     | Prima TV Italia |
| -- | --------------------- | ------------------------- | ---------------- | --------------- |
| 1  | Tastes Like Chicken   | Strano, sa di pollo...    | 6 gennaio 2014   |                 |
| 2  | Fired Up              | In fiamme                 | 13 gennaio 2014  |                 |
| 3  | Money on the Side     | Soldi in più              | 20 gennaio 2014  |                 |
| 4  | Pardon My French      | Scusi, non parlo francese | 27 gennaio 2014  |                 |
| 5  | Oktobertheft          | Come all'Oktoberfest      | 3 febbraio 2014  |                 |
| 6  | Grapes of Wrath       | L'uva della discordia     | 10 febbraio 2014 |                 |
| 7  | Greek Tragedy         | Tragedia greca            | 17 febbraio 2014 |                 |
| 8  | The Great Divide      | Il grande divario         | 24 febbraio 2014 |                 |
| 9  | Mascot Mayhem         | La mascotte               | 3 marzo 2014     |                 |
| 10 | Paranormal Activities | Attività paranormali      | 10 marzo 2014    |                 |
| 11 | Coupon Coup           | La battaglia dei coupon   | 17 marzo 2014    |                 |
| 12 | Cover Charge          | Sotto copertura           | 24 marzo 2014    |                 |
| 13 | Dinner Drama          | Storia d'amore drammatica | 31 marzo 2014    |                 |

### Sesta stagione (2014)
| N° | Titolo originale     | Titolo italiano           | Prima TV USA   | Prima TV Italia |
| -- | -------------------- | ------------------------- | -------------- | --------------- |
| 1  | Mexicali Blues       | I fuori menù del Mexicali | 7 aprile 2014  |                 |
| 2  | Trimming the Fat     | Troppo grasso che cola    | 14 aprile 2014 |                 |
| 3  | Food Truck Fiasco    | Mezzi e mezzucci          | 21 aprile 2014 |                 |
| 4  | Charitable Donations | Tagliategli la testa      | 28 aprile 2014 |                 |
| 5  | Bad Poets Society    | La serata della poesia    | 5 maggio 2014  |                 |
| 6  | Family Ties          | Tra figlio e cameriera    | 12 maggio 2014 |                 |
| 7  | Fraternal Disorder   | Dove sono i miei fusti    | 19 maggio 2014 |                 |
| 8  | Raw Deal             | Le mie ricette            | 26 maggio 2014 |                 |
| 9  | Scorpion Sting       | I miei scorpioni          | 2 giugno 2014  |                 |
| 10 | Life's Not a Beach   | Non siamo in vacanza      | 9 giugno 2014  |                 |
| 11 | Magic Hassle         | L'armonia è un'illusione  | 16 giugno 2014 |                 |
| 12 | Heavy Lifting        | Integratori di stipendio  | 23 giugno 2014 |                 |

### Settima stagione (2014)
| N° | Titolo originale    | Titolo italiano             | Prima TV USA      | Prima TV Italia |
| 1  | Going to the Dogs   | In pasto ai cani            | 30 luglio 2014    |                 |
| 2  | Cocktail Fail       | Barman acrobatici           | 6 agosto 2014     |                 |
| 3  | Promotion Sabotage  | Promozione sabotata         | 13 agosto 2014    |                 |
| 4  | Dueling Food Trucks | Competizione tra food truck | 20 agosto 2014    |                 |
| 5  | Trademark Trouble   | Diritti violati             | 27 agosto 2014    |                 |
| 6  | Customer Concerns   | Clienti esigenti            | 3 settembre 2014  |                 |
| 7  | Heavy Metal Mess    | Complicazioni Heavy Metal   | 10 settembre 2014 |                 |
| 8  | Vicious Cycle       | Ciclo... vizioso!           | 17 settembre 2014 |                 |
| 9  | Secret Pairings     | Alleanze segrete            | 24 settembre 2014 |                 |
| 10 | Vintage Scams       | Raggiri d'epoca             | 1º ottobre 2014   |                 |
| 11 | Partner in Crime    | Soci in raggiri             | 6 ottobre 2014    |                 |
| 12 | Café Coup           | Colpo grosso al ristorante  | 6 ottobre 2014    |                 |
| 13 | Daddy's Girl        | Cocca di papà               | 13 ottobre 2014   |                 |

### Ottava stagione (2014-2015)
| N° | Titolo originale       | Titolo italiano              | Prima TV USA     | Prima TV Italia |
| 1  | Employee Discount      | Sconto per i dipendenti      | 13 ottobre 2014  |                 |
| 2  | Poaching Profits       | Profitti illegali            | 20 ottobre 2014  |                 |
| 3  | Missing Memorabilia    | Cimeli scomparsi             | 20 ottobre 2014  |                 |
| 4  | Robbed Kabobs          | Kabobo rubati                | 27 ottobre 2014  |                 |
| 5  | Behind the Eight Ball  | Biliardo losco               | 3 novembre 2014  |                 |
| 6  | Thanksgiving Thievery  | La rapina del Ringraziamento | 10 novembre 2014 |                 |
| 7  | Food Cart Catastrophe  | Catastrofe à la carte        | 17 novembre 2014 |                 |
| 8  | Local Celebrities      | Celebrità locali             | 24 novembre 2014 |                 |
| 9  | Memorabilia Mayhem     | Souvenir mancanti            | 1º dicembre 2014 |                 |
| 10 | Deep Sea Delivery      | Delivery sull'acqua          | 8 dicembre 2014  |                 |
| 11 | Hawaiian Club Crashers | Disastro hawaiano            | 15 dicembre 2014 |                 |
| 12 | Fyre on the Beach      | Fuoco sul mare               | 29 dicembre 2014 |                 |
| 13 | Bad Credit             | Non si fa credito            | 7 gennaio 2015   |                 |

### Nona stagione (2015)
| N° | Titolo originale      | Titolo italiano               | Prima TV USA     | Prima TV Italia |
| -- | --------------------- | ----------------------------- | ---------------- | --------------- |
| 1  | Bowling for Dollars   | Distruggere per soldi         | 4 febbraio 2015  |                 |
| 2  | Deli Drama            | Grosso guaio al Deli          | 11 febbraio 2015 |                 |
| 3  | Very Bad Bosses       | Capi molto cattivi            | 18 febbraio 2015 |                 |
| 4  | Barrel of Monkeys     | In una botte di ferro         | 25 febbraio 2015 |                 |
| 5  | Red Hot Mess          | Una situazione molto piccante | 4 marzo 2015     |                 |
| 6  | Private Chef Sting    | Attenti al cuoco!             | 11 marzo 2015    |                 |
| 7  | Mystery Wedding       | Spie al matrimonio            | 18 marzo 2015    |                 |
| 8  | Repeat Offender       | Pluricolpevole                | 25 marzo 2015    |                 |
| 9  | Too Many Tourists     | Troppi turisti                | 1º aprile 2015   |                 |
| 10 | The Spoils of Victory | Victory scopiazzato           | 8 aprile 2015    |                 |
| 11 | Cabin Fever           | Festicciole proibite          | 15 aprile 2015   |                 |
| 12 | Train Robbery         | Furto sul treno               | 22 aprile 2015   |                 |
| 13 | Dusting for Prints    | Eliminare le impronte         | 29 aprile 2015   |                 |
| 14 | Millions Gone Missing |                               | 20 maggio 2015   |                 |

### Decima stagione (2015)
| N° | Titolo originale           | Titolo italiano                  | Prima TV USA    | Prima TV Italia |
| 1  | Partner Problems           | Problemi con i soci              | 3 giugno 2015   |                 |
| 2  | Art Show Sting             | Mostra d'arte truccata           | 10 giugno 2015  |                 |
| 3  | Young Blood                | Giovane sangue                   | 17 giugno 2015  |                 |
| 4  | Backdoor Bootlegging       | Contrabbando illegale            | 24 giugno 2015  |                 |
| 5  | Extracurricular Activities | Attività extracurriculari        | 1º luglio 2015  |                 |
| 6  | Hamburger Burglar          | Furto di hamburger               | 8 luglio 2015   |                 |
| 7  | Unhappy Hour               | Unhappy hour                     | 15 luglio 2015  |                 |
| 8  | Missing Links              | Mistero al golf club             | 22 luglio 2015  |                 |
| 9  | History Mystery            | Mistero storico                  | 29 luglio 2015  |                 |
| 10 | Red Ink                    | Conti in rosso                   | 5 agosto 2015   |                 |
| 11 | Tour Bust                  | Giri in autobus in fallimento    | 7 ottobre 2015  |                 |
| 12 | Skating on Thin Ice        | Pattinaggio sul ghiaccio sottile | 14 ottobre 2015 |                 |
| 13 | Drive-Thru Drama           | Problemi al drive-thru           | 21 ottobre 2015 |                 |
| 14 | Family Feuds               |                                  | 28 ottobre 2015 |                 |

### Undicesima stagione (2015–2016)
| N° | Titolo originale         | Titolo italiano     | Prima TV USA     | Prima TV Italia |
| 1  | Street Vendor Violation  |                     | 4 novembre 2015  |                 |
| 2  | From Russia Without Love |                     | 11 novembre 2015 |                 |
| 3  | Steals on Wheels         | Raggiri a domicilio | 18 novembre 2015 |                 |
| 4  | Secondhand Scam          |                     | 25 novembre 2015 |                 |
| 5  | Unhappy Holidays         |                     | 2 dicembre 2015  |                 |
| 6  | Comic Book Caper         |                     | 30 dicembre 2015 |                 |
| 7  | Vicious Valets           |                     | 6 gennaio 2016   |                 |
| 8  | Venue Vandals            |                     | 13 gennaio 2016  |                 |
| 9  | Lobster Looting          |                     | 20 gennaio 2016  |                 |
| 10 | Tables Turned            |                     | 27 gennaio 2016  |                 |
| 11 | Hot Meat                 |                     | 30 marzo 2016    |                 |
| 12 | Rigged Rental            |                     | 6 aprile 2016    |                 |
| 13 | Love Hurts               |                     | 13 aprile 2016   |                 |
| 14 | Crooked Contest          |                     | 20 aprile 2016   |                 |
| 15 | Surprise Twists          |                     | 27 aprile 2016   |                 |